# شعبان (چاراویماق)
شعبان یکی از روستاهای استان آذربایجان شرقی است که در دهستان چاراویماق جنوب غربی بخش مرکزی شهرستان چاراویماق واقع شده‌است.این روستا ۱۲۵ نفر جمعیت دارد.